# Morten Nielsen (poet)
Karl Bent Lebrecht (Morten) Nielsen, född 3 januari 1922 i Ålborg, död 29 augusti 1944 i Köpenhamn, var en dansk poet och motståndsman.
Morten Nielsen var son till överlärarna Ejnar Nielsen (1880–1948) och Gerda Lebrecht Nielsen (1893–1978). Morten var ett smeknamn som han tilldelades av förlossningsläkaren, vilket anammades av resten av familjen. Han läste mycket som barn och under gymnasieåren skrev han dikter, som publicerades i skoltidningen. Genom sin bekantskap med diktaren Viggo F. Møller blev många av hans dikter även publicerade i tidskriften Vild Hvede. Efter studentexamen 1940 flyttade han till Köpenhamn för att studera danska språket och litteratur. Här träffade han författarna Halfdan Rasmussen, Tove Ditlevsen och Piet Hein, med vilka han bildade gruppen Unge Kunstneres Klub. Han skrev sin första diktsamling, Dagene, då han var sjutton år men blev inte nöjd med den. Han skrev om flera av dikterna och självkritiken genomsyrar hela hans litterära arbete. Han publicerade enstaka noveller i Social-Demokraten och Politiken. Han gav endast ut en diktsamling under sin livstid, Krigere uden Vaaben (1943). I denna behandlar han sitt förhållande till döden, självmord samt händelserna under andra världskriget. Diktsamlingen blev väl emottagen och har fått en status som klassiker.
Från 1942 var Nielsen engagerad i den danska motståndsrörelsen, där han var med om att skriva och utge den illegala tidningen Frihedsstøtten, senare Dansk Maanedspost. Han var även involverad i arbetet med att transportera judar och politiska motståndare till Sverige. Han dog under ännu oklara omständigheter 1944 efter en vapentransport, då han hittades död med ett skott i bröstet. Både självmord och oavsiktlig skottavlossning har angivits som möjliga orsaker.